# Wagenhofen (Dischingen)
Wagenhofen ist ein Teilort von Demmingen, einem Ortsteil von Dischingen im Landkreis Heidenheim in Baden-Württemberg.

## Lage
Der Weiler Wagenhofen liegt baulich nicht getrennt direkt an Demmingen. Der Ort liegt auf der Ries-Alb, dem östlichsten Teil der Schwäbischen Alb.

## Geschichte
Wagenhofen wurde erstmals 1212 als Wagenhoffen erwähnt. Anfang des 14. Jahrhunderts waren die Herren von Eglingen die Besitzer des Ortes, die Wagenhofen 1324 ganz an die Grafen von Oettingen verkauften. Zu dieser Zeit scheint der Ort noch ein Dorf mit eigener Pfarrei gewesen zu sein. Die Pfarrei wurde jedoch 1549 zu Demmingen eingepfarrt. Im Dreißigjährigen Krieg wurde der Wagenhofen vollständig zerstört und danach nur noch teilweise aufgebaut.